# Плам Спрингс (Кентаки)
Плам Спрингс (енгл. Plum Springs) град је у америчкој савезној држави Кентаки.

## Демографија
По попису из 2010. године број становника је 453, што је 6 (1,3%) становника више него 2000. године.
| Група             | 2000.       | 2010.       |
| Белци             | 380 (85,0%) | 395 (87,2%) |
| Афроамериканци    | 57 (12,8%)  | 42 (9,3%)   |
| Азијати           | 4 (0,9%)    | 0 (0,0%)    |
| Хиспаноамериканци | 0 (0,0%)    | 13 (2,9%)   |
| Укупно            | 447         | 453         |